# سپیر برمن
ساپیر برمن(عبری: ספיר ברמן‎، زادهٔ ۱۹۹۴ در کریات بیالیک) داور فوتبال اهل اسرائیل است. او نخستین داور فوتبال تراجنس در یک لیگ برتر حرفه‌ای در جهان است.

## زندگی‌نامه
برمن در کریات بیالیک، شهری در شمال شرقی حیفا، با نام سَگی به دنیا آمد و به عنوان بزرگ‌ترین پسر یک کارمند و یک دستیار پزشکی رشد یافت. او در دوران نوجوانی در باشگاه فوتبال هاپوئل حیفا بازی کرد، پس از پایان مدرسه خدمت سربازی را به انجام رساند و سپس تحصیل در رشتهٔ آموزش ویژه را آغاز کرد.
برمن به عنوان داور در لیگ برتر فوتبال اسرائیل، بالاترین سطح فوتبال اسرائیل، در آغاز فصل ۲۰۱۹/۲۰ اولین بازی خود را سوت زد. در اواخر فصل ۲۰۲۰/۲۱ اعلام کرد که در مسیر تطبیق جنسیت خود گام برداشته و مایل است با نام سپیر و ضمیرهای زنانه خطاب شود. اتحادیهٔ فوتبال اسرائیل و انجمن داوران ملی حمایت کامل خود را از او اعلام کردند.
اوایل ماه مه ۲۰۲۱، او به عنوان نخستین داور تراجنس در فوتبال حرفه‌ای اسرائیل، دیدار بین هاپوئل حیفا و بیتار اورشلیم را در ورزشگاه سامی اوفر قضاوت کرد.
در آوریل ۲۰۲۴ اعلام شد که در جشنوارهٔ فیلم دوکاویو ۲۰۲۴، مستندی به نام "سپیر" ساختهٔ لی‌ران آتز‌مور دربارهٔ برمن به نمایش درخواهد آمد. در این زمینه، او همچنین به عنوان "نخستین داور فوتبال تراجنس در یک لیگ حرفه‌ای در جهان" معرفی شد.